# Cannabis en Gibraltar

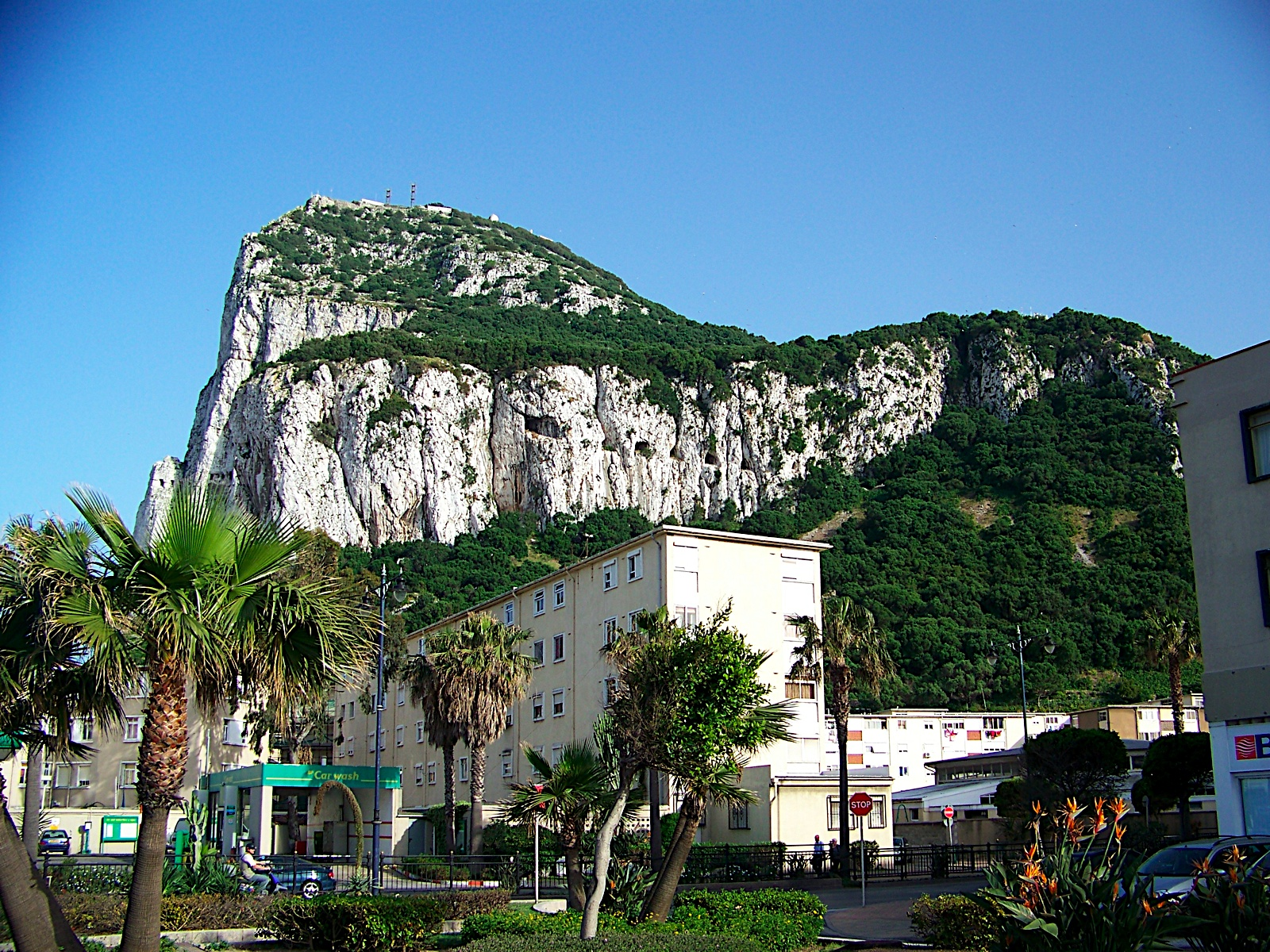
El peñón de Gibraltar

El cannabis en Gibraltar es ilegal, pero debido a su proximidad estratégica posición en el Estrecho entre el Magreb y Europa continental, concretamente el área española alrededor de Gibraltar en España, la comarca del Campo de Gibraltar se usa con frecuencia para el tráfico de cannabis. Gibraltar en sí no es un destino habitual para el contrabando de drogas desde Marruecos, ya que tiene una pequeña población y los controles aduaneros con España dificultan el traslado de la mercancía a Europa. Sin embargo, sí se ve afectada por la cercana economía del cannabis en Marruecos, la mayor de esta droga en todo el mundo. Las autoridades de Gibraltar adoptaron una firme postura contra el tráfico de drogas y prohibieron el uso de lanchas rápidas en sus aguas en 1995, una medida introducida por España en 2018.

## Narcotráfico
Antes de 1957, el tráfico de cannabis en el área alrededor de Gibraltar estaba limitado a pequeñas cantidades personales por parte de los turistas, pero con la llegada del Sendero Hippie (años 50-70), grandes cantidades comenzaron a ser objeto de contrabando comercial, lo que llevó al Campo de Gibraltar a convertirse en uno de los principales puntos de entrada a Europa del hachís marroquí. En 2018, las autoridades españolas confiscaron 191 t de cannabis y 15,5 t de cocaína en el área española del Campo de Gibraltar. Las cifras correspondientes a las incautaciones de cannabis en 2017 son 145 t y para 2016, 100 t.

## Cannabis medicinal
En 2017, Gibraltar legalizó el Sativex un analgésico a base de marihuana, paliativo del dolor provocado por la esclerosis múltiple. En octubre de 2019, Gibraltar publicó una enmienda a los controles de abuso de fármacos, para proporcionar un suministro y posesión seguros de los productos farmacéuticos basados en cannabis en circunstancias limitadas.